# Hidakagawa
Hidakagawa (jap. 日高川町 Hidakagawa-chō) – miasto w Japonii, na wyspie Honsiu, w prefekturze Wakayama. Według danych na rok 2020 miejscowość zamieszkiwało 9 219 mieszkańców , a gęstość zaludnienia wyniosła 27,8 os./km².